# Summerside
Summerside est une ville de l'Île-du-Prince-Édouard, au Canada. La ville est située dans l'ouest de l'île, au bord du détroit de Northumberland. D'après Statistique Canada, il y avait 14 751 habitants en 2006. La ville est avec Charlottetown les seuls centres urbains de la province. C'est un port de taille moyenne, mais c'est l'une des plus grandes villes des provinces de l'Atlantique, avec Halifax, Saint-Jean, Moncton et Charlottetown.
Les homards sont les principaux poissons pêchés à Summerside. C'est un centre commercial très important de l'Île-du-Prince-Édouard et on y trouve également une station d'élevage expérimental d'animaux à fourrure ainsi que des raffineries, principalement du charbon qui vient du nord de la province.
C'est à Summerside qu'est édité La Voix acadienne, le seul journal francophone de la province.
Un navire de défense côtière, le NCSM Summerside (MM 711), porte son nom.

## Histoire
Summerside fut incorporé comme village le 1er avril 1877 et incorporé comme ville le 1er avril 1995.

## Économie
Le plus gros employeur de la ville est l'Agence du revenu du Canada, qui administre la taxe sur les produits et services (TPS) de centre d'impôts de Summerside.
Le parc commercial Slemon Park (déjà Base des Forces canadiennes Summerside) héberge plusieurs compagnies aérospatiales et de transport dans des anciens édifices militaires; Vector Aerospace Engine Services Atlantic (déjà Atlantic Turbines) répare et change engins des avions à turbine, Testori Americas fabrique l'intérieur des avions et des véhicules de transport en commun et Honeywell manufacture et répare les parties des avions.
La communauté avoisinante New Annan est le foyer des fermes Cavendish, le plus gros employeur du secteur privé de l'Île-du-Prince-Édouard. Les fermes Cavendish entretiennent deux grandes usines de nourritures congelée à New Annan. La communauté périphérique de Borden-Carleton a plusieurs importants employeurs pour les résidents de Summerside, y compris McCain Foods qui a un centre de traitement pour les produits congelés.
Depuis la fermeture de Base des Forces canadiennes Summerside en 1990, la ville a été agressive pour attirer des nouvelles compagnies et a créé un bureau de développement économique pour encourager les investissements dans la ville.
La région de Summerside avait déjà la plus grande concentration au monde de fermes de renard argenté. Ceci est souligné dans le musée Silver Fox.

## Gouvernement
La ville est gouvernée par un maire et 8 conseillers qui représentent des circonscriptions. Le présent maire est Basil Stewart, un ancien agent de police, qui a gagné son neuvième terme consécutif en novembre 2010 et est en fonction depuis plus de deux décennies. Stewart est l'ancien président de la Fédération canadienne des municipalités.
Le département de police de Summerside a à peu près 35 officiers responsables du maintien de la loi de la ville. Le détachement de East Prince de la Gendarmerie royale du Canada (GRC) est situé à North Bedeque, au sud-est de la ville et sépare la responsabilité avec la police de Summerside pour patrouiller les routes provinciales route 1A et route 2 qui traversent les côtés est et nord de la ville.

## Éducation
Summerside a sept écoles anglaises publiques : quatre élémentaires, deux intermédiaires et une secondaire. La Western School Board est la commission scolaire qui siège dans la ville.
La ville a aussi une école française publique qui est dirigée par la commission scolaire de langue française de l'Île-du-Prince-Édouard.
Collège Holland, un collège communautaire de l'Île-du-Prince-Édouard, entretient plusieurs installations dans Summerside.
- Centre East Prince
- Centre d'entrainement de la marine
- Centre aérospatial
- Académie de la police de l'atlantique
- Centre de force motrice

## Énergie
La ville de Summerside est le seul endroit dans l'Île-du-Prince-Édouard à maintenir son propre réseau électrique. Après avoir acheté Charlottetown Light & Power en 1918, Maritime Electric a consolidé la distribution électrique dans l'île. La compagnie a offert de prendre le contrôle des opérations dans Summerside, mais a démissionné après que les citoyens ont refusé plusieurs offres. La grille de distribution de Summerside est liée au réseau maritime électrique depuis 1961.
Traditionnellement la majorité de l'électricité est acheté d'une compagnie électrique d'une province voisine (Nouveau Brunswick), Énergie NB. En 2008, 76,5 % de son pouvoir était acquis de Énergie NB. Bien que la commission électrique de Summerside a ses propres turbines diesel à la station génératrice à la rue Harvard qui peuvent fonctionner pour plusieurs jours indépendamment du réseau du Nouveau Brunswick, il est seulement utilisé dans les circonstances exceptionnelles comme quand une panne de pouvoir avec le Nouveau Brunswick ou une panne du pouvoir Maritime Electric qui fournit la ville.
En 2007, la ville a signé un contrat de 20 ans avec une compagnie privée d'énergie éolienne pour fournir environ 23 % de l'électricité requise d'une ferme éolienne dans l'ouest de l'Île-du-Prince-Édouard.
La construction a commencé à la ferme éolienne en 2009 avec quatre turbines éoliennes, chacune pouvant produire 3 mégawatts d'électricité. La ferme éolienne est devenue complètement fonctionnelle à la fin de 2009 et fut immédiatement liée au réseau de la ville. C'est la première ferme éolienne au Canada appartenant et maintenue par une municipalité. Dans un jour moyen, la ferme éolienne produit environ 25 % de l'électricité requise par la ville. Quant l'usage de l'électricité de la ville est bas et les vents sont forts, l'usine à vent a le potentiel éolien de suffisant pour alimenter entièrement la ville.

## Services Médicaux
L'Hôpital du comté de Prince, situé dans le nord de la ville, est l'hôpital principal dans l'ouest de la province.

## Climat
| Mois                                  | jan.       | fév.      | mars       | avril      | mai     | juin      | jui.      | août      | sep.      | oct.      | nov.      | déc.       | année           |
| ------------------------------------- | ---------- | --------- | ---------- | ---------- | ------- | --------- | --------- | --------- | --------- | --------- | --------- | ---------- | --------------- |
| Température minimale moyenne (°C)     | −12,1      | −11,2     | −6,8       | −1         | 4,9     | 10        | 14,6      | 14,3      | 10        | 4,6       | −0,7      | −7,5       | 1,6             |
| Température moyenne (°C)              | −7,7       | −6,9      | −2,9       | 3          | 9,5     | 14,7      | 19,2      | 18,6      | 14,1      | 8,4       | 2,6       | −3,8       | 5,7             |
| Température maximale moyenne (°C)     | −3,2       | −2,5      | 1,1        | 6,9        | 14,2    | 19,4      | 23,8      | 22,9      | 18,2      | 12,1      | 5,8       | −0,1       | 9,9             |
| Record de froid (°C) date du record   | −32,2 1930 | −30 1930  | −28,9 1938 | −13,4 1995 | −5 1972 | −0,6 1947 | 5 1943    | 4,4 1953  | −0,6 1947 | −6,7 1944 | −16 2008  | −25,6 1943 | −32,2 12/1/1930 |
| Record de chaleur (°C) date du record | 12,8 1959  | 12,8 1976 | 25,2 2012  | 23,9 1942  | 32 1977 | 32,2 1947 | 33,7 2013 | 33,3 1944 | 33,2 2010 | 26,1 1930 | 21,2 1982 | 15,6 1950  | 33,7 15/7/2013  |
| Ensoleillement (h)                    | 108,9      | 118,3     | 139,9      | 155,6      | 202,4   | 231,7     | 255,7     | 234,4     | 174,4     | 130,4     | 86,8      | 80,9       | 1 919,3         |
| Précipitations (mm)                   | 96,2       | 74,9      | 79,4       | 84,2       | 97,7    | 91,3      | 74,1      | 92,7      | 96,7      | 87,7      | 97,7      | 100,3      | 1 072,9         |
| dont neige (cm)                       | 78,5       | 53,4      | 47,4       | 22,2       | 3,2     | 0         | 0         | 0         | 0         | 0,7       | 19,1      | 53,5       | 277,9           |
| Nombre de jours avec précipitations   | 17,4       | 13,6      | 14,9       | 15,1       | 15,4    | 14,1      | 12,4      | 13,2      | 13,5      | 14,4      | 16,8      | 17,3       | 177,9           |
| Nombre de jours avec neige            | 14,6       | 10,9      | 10,4       | 5,8        | 0,93    | 0         | 0         | 0         | 0         | 0,8       | 5,3       | 13,1       | 61,8            |

| Diagramme climatique                                  |               |             |           |             |            |              |              |            |             |             |               |
| J                                                     | F             | M           | A         | M           | J          | J            | A            | S          | O           | N           | D             |
| −3,2−12,196,2                                         | −2,5−11,274,9 | 1,1−6,879,4 | 6,9−184,2 | 14,24,997,7 | 19,41091,3 | 23,814,674,1 | 22,914,392,7 | 18,21096,7 | 12,14,687,7 | 5,8−0,797,7 | −0,1−7,5100,3 |
| Moyennes : • Temp. maxi et mini °C • Précipitation mm |               |             |           |             |            |              |              |            |             |             |               |

## Attractions
L'hippodrome de Summerside est une piste pour trotteurs américains dans une course de trot attelé qui est adjacente au Consolidated Credit Union Place, le plus grand complexe sportif dans la province avec une grande aréna pour le hockey pouvant contenir 4000 spectateurs. D'autres attractions incluent le Collège pour les arts celtiques, le club de curling et de yacht Silver Fox, le club de golf Summerside, le temple de la renommée des sports de l'Île-du-Prince-Édouard et Spinnaker's Landing.
La ville a développé plusieurs sites industriels près du port abandonnés par le chemin de fer ou du port durant les années 1990 comme de nouveaux parcs. Une construction majeure fut le passage en bois à l'ouest du port pour les résidents et les visiteurs en avant du quai.

## Personnalités
- Steve Ott - joueur de hockey sur glace
- Darryl Boyce - joueur de hockey sur glace
- John Chabot - joueur de hockey sur glace
- Gerard Gallant - joueur de hockey sur glace
- Errol Thompson - joueur de hockey sur glace
- Doug MacLean - entraîneur de hockey sur glace
- Forbes Kennedy - joueur de hockey sur glace
- Nathan Wiley - musicien et chanteur canadien
- Tanya Davis -  écrivaine, poète et chanteuse canadienne
- Gene MacLellan - auteur compositeur et chanteur canadien
- Catherine MacLellan - écrivaine et chanteuse canadienne
- Al Tuck - écrivain et chanteur canadien
- Heather Moyse - une pousseuse de bobsleigh canadienne, Vancouver 2010 médaillée d'or (2 personnes)
- Saddle River Stringband - groupe musical de bluegrass
- Noah Dobson - joueur de hockey sur glace

Summerside était l'hôte pour trois ans de l'histoire d'Anne Shirley dans la série de Anne... la maison aux pignons verts par l'auteure canadienne Lucy Maud Montgomery.

## Média
Summerside a une station de radio, FM 102.1 CJRW-FM, qui joue des chansons populaires de rock et de pop. CJRW est la seule station de radio commerciale dans la province que ses studios sont à l'extérieur de Charlottetown. CBC Television a son bureau local du comté de Prince à Summerside.
Le journal quotidien de Summerside est The Journal Pioneer. Le journal français hebdomadaire, La Voix acadienne, a ses bureaux à Summerside.

## Transport
Les gens peuvent voyager sur les autobus du transport en commun de T3 Transit dans Summerside et entre les différentes villes.